# Probot
Probot – sideproject amerykańskiego multiinstrumentalisty i wokalisty Dave'a Grohla. 
Projekt ten miał na celu realizacje marzenia Grohla, by nagrać album z muzykami, którzy wywarli na niego wpływ w okresie młodości. Przez lata muzyk tworzył muzykę w swoim domowym studio w piwnicy, po czym postanowił nagrać album z tą muzyką, zapraszając do nagrań swoich ulubionych wokalistów. Grohl jest autorem większości kompozycji powstałych na potrzeby albumu zatytułowanego Probot wydanego 10 lutego 2004 roku nakładem Southern Lord Records. Każdy z utworów został zrealizowany z gościnnym udziałem najpopularniejszych muzyków heavymetalowych oraz rockowych takich jak Lemmy Kilmister, Max Cavalera czy King Diamond. Prace nad albumem nie odbywały się jednak jednocześnie, większość muzyków przesłała nagrane instrumentalne i wokalne partie Grohlowi, który zrealizował całość.
W nagraniach miał wziąć udział również legendarny deathmetalowy gitarzysta i wokalista Chuck Schuldiner, ten jednak zmarł, nim projekt został zrealizowany. Ponadto wśród zaproszonych muzyków znalazł się również Tom Araya, ten jednak odmówił w związku z problemami organizacyjnymi nagrań.
W celach promocyjnych zrealizowano teledysk do utworu zatytułowanego "Shake Your Blood," z udziałem 66 kobiet z agencji artystycznej SuicideGirls. W teledysku na perkusji zagrał Dave Grohl, partie wokalne i gitary basowej Lemmy oraz partie gitary Wino. Realizacja ta w rankingu stacji muzycznej MTV2 znalazła się na drugim miejscu najlepszych teledysków XXI wieku.
Na kilka minut po zakończeniu utworu nr 11, rozpoczyna się ukryty utwór, w którym na gitarze zagrał komik, aktor i muzyk Jack Black znany z grupy Tenacious D. Natomiast okładkę zdobiącą wydawnictwo wykonał grafik i muzyk Michel Langevin znany z występów w grupie muzycznej Voivod. 
Obecnie brak jest doniesień o kontynuacji projektu.

## Dyskografia
| Rok  | Tytuł                                                          | Pozycja na liście | Pozycja na liście | Pozycja na liście | Pozycja na liście | Pozycja na liście | Pozycja na liście | Pozycja na liście | Pozycja na liście | Pozycja na liście | Sprzedaż         |
| Rok  | Tytuł                                                          | USA               | AUS               | NZL               | FIN               | NOR               | NLD               | BEL               | DEU               | UK                | Sprzedaż         |
| ---- | -------------------------------------------------------------- | ----------------- | ----------------- | ----------------- | ----------------- | ----------------- | ----------------- | ----------------- | ----------------- | ----------------- | ---------------- |
| 2004 | Probot - Data: 10 lutego 2004 - Wydawca: Southern Lord Records | 68                | 34                | 43                | 32                | 12                | 77                | 59                | 36                | 34                | - USA: 116 tys.+ |